# Windmotor Tijnje
De Windmotor Tijnje is een poldermolen nabij het Friese dorp Tijnje, dat in de Nederlandse gemeente Opsterland ligt. De molen is een kleine Amerikaanse windmotor met een windrad van 8 bladen en een diameter van 2,5 meter, die werd vervaardigd door de firma Bakker in IJlst. Wanneer de windmotor werd gebouwd is niet bekend. Hij staat ruim twee kilometer ten noordoosten van Tijnje in de polder De Dulf. De molen is niet te bezichtigen.